# Былинный берег

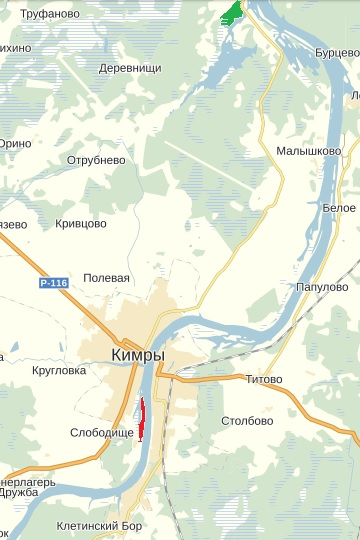
Красным цветом выделено место проведения фестиваля 2011—2013 гг.
Зелёным цветом выделено место проведения фестиваля 2014—2015 гг.

Былинный Берег — фестиваль, сочетающий историческую реконструкцию и обширную музыкальную программу. Фестиваль посвящён культуре и традициям древнерусского государства и скандинавских народов в IX—XI веках, а также становлению Волжского торгового пути. Проводился в городе Кимры и Кимрском районе Тверской области c 2011 г по 2023 г. при поддержке государственных органов. В 2014—2015 гг. фестиваль проводился рядом с парком «Наш любимый остров» на берегу Колкуновского залива реки Волга. В 2016—2023 г. фестиваль проводился рядом с дер. Топорок Кимрского района — Кимрского муниципального округа Тверской области. В 2013 г. журнал "Огонёк " ИД «Коммерсантъ» включил фестиваль «Былинный берег» в десятку наиболее значимых исторических фестивалей стран СНГ и Восточной Европы, наряду с фестивалями «Бородино», «Поле Куликово» и «Дни Грюнвальда».

## Место проведения

### 2016—2023
Россия, Тверская область, Кимрский муниципальный округ, берег Волги близ деревни Топорок.
Место проведения фестиваля было выбрано не случайно: территория, прилегающая к месту проведения фестиваля, является единственным подтверждённым на данный момент местом поселений скандинавов на Верхней Волге (селища Пекуново и Медведицкое).
В конце мая 2024 года правительство Тверской области запретило проводить фестиваль на территории города Кимры и области. На 11 июня 2024 года новое место определение фестиваля на 2024 год выбрано не было.

## История создания
Идея создания фестиваля была озвучена Антоном Жерягиным в июле 2010 г. После ряда переговоров было достигнуто соглашение с руководителем клуба исторической реконструкции "Дружина «Эльдьярн» Иваном Кулагиным о совместном проведении фестиваля в Кимрах. До начала проведения фестиваля был успешно решён вопрос поиска инвестиций, запуска сайта фестиваля и предоставления площадки для проведения мероприятия на берегу р. Волги в г. Кимры. Первый же проведённый фестиваль в 2011 г., собрал несколько тысяч зрителей из России и стран СНГ. Проведение фестиваля «Былинный берег 2011» освещалось съёмочной группой «Первого канала» российского телевидения.

## Программа фестиваля
- экскурсии по военному полевому лагерю;
- парные поединки и массовые боевые сражения славянских и варяжских дружин;
- театрализованные постановки;
- ярмарка средневековых товаров;
- мастер-классы по раннесредневековым ремёслам;
- тир, в котором можно как метнуть копья, так и пострелять из лука;
- средневековая таверна;
- конкурс костюма и вооружения;
- выступления этнографических коллективов и музыкальных групп;
- конное представление;
- огненное шоу;
- боевая высадка с ладьи[8][9].

### Музыкальная программа
В музыкальной программе фестиваля принимают участие такие фолк-рок группы, как Мельница, Путь Солнца, Сколот, Грай, Тролль Гнёт Ель, Сварга, Калевала, Alkonost, Калинов мост, Отава Ё и другие.
В пятницу и субботу между выступлениями артистов зрителей ждёт огненное шоу, проводимое театром света «О-Берег».

### Период проведения
Фестиваль проводится в конце июля. Сбор участников производится в закрытые от зрителей дни, поэтому фестиваль принято делить на две части:

— закрытую, только для реконструкторов;

— открытую, уже с участием зрителей.
| Год  | Открытые даты   | Закрытые даты                              |
| ---- | --------------- | ------------------------------------------ |
| 2020 | 28 — 30 августа |                                            |
| 2019 | 26 — 28 июля    | С 16 июля по желанию, с 25 июля официально |
| 2014 | 26 — 27 июля    | 23 — 26 июля                               |
| 2013 | 27 — 28 июля    |                                            |
| 2023 | 21 — 23 июля    |                                            |
|      |                 |                                            |